# Józef Marek (inżynier)

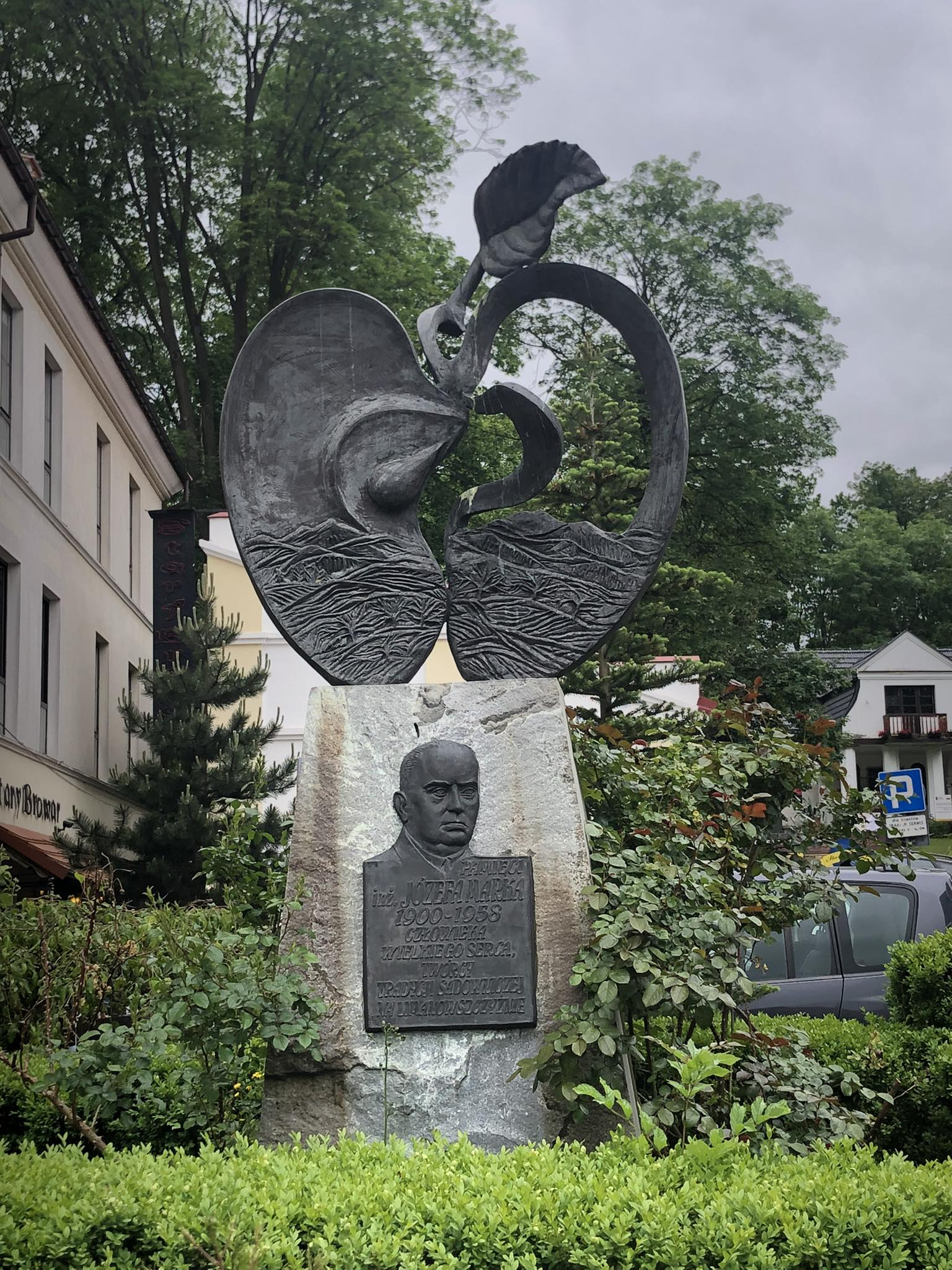
Pomnik pamięci inż. Józefa Marka w Limanowej.

Józef Marek (ur. 17 marca 1900 w Budzowie, zm. 3 czerwca 1958 w Tymbarku) – polski inżynier, założyciel i prezes Podhalańskiej Spółdzielni Owocarskiej w Tymbarku (później zakłady Tymbark SA), wykładowca Szkoły Rolniczej w Łososinie Górnej, wybrany na posła do sejmu PRL w 1957.

## Życiorys
Urodził się 17 marca 1900 w biednej rodzinie we wsi Budzów k. Kalwarii. Jego ojciec pochodził ze Stronia i był gajowym w lasach izdebnickich. Zmarł w wieku 33 lat wskutek zapalenia płuc, gdy Marek był jeszcze dzieckiem. Jego matka wraz z trójką dzieci (Ludwikiem, Józkiem i Karolem) wróciła do swojej rodzinnej miejscowości – Skawinek. Józef chodził do szkoły w Lanckoronie, gdzie kierownikiem był Józef Lorenz, który zaszczepił w nim pasję do sadownictwa i pszczelarstwa. Józef po ukończeniu 4-letniej szkoły podstawowej rozpoczął naukę w wadowickim gimnazjum. Zamieszkał wówczas u wujka poczmistrza Pękala w Kleczy. W 1916 jako uczeń 7 klasy gimnazjalnej, przerwał naukę tuż przed końcem roku szkolnego i zgłosił się do Legionów, gdzie służył w II Brygadzie w 2 Pułk Artylerii Legionów pod dowództwem gen. Józefa Hallera. Po rozwiązaniu Legionów został internowany i wywieziony na Węgry do Máramarossziget, potem został wcielony do armii austriackiej. Odsłużył w niej jakiś czas na froncie, po upadku Austrii schorowany i wyczerpany wrócił do rodzinnego domu. Po tygodniu zostawił swoją rodzinę i wziął udział w walkach o Lwów. Do nauki powrócił dopiero po rozwiązaniu armii Hallera. Następnie kontynuował przerwaną edukację: zdał maturę w 1920 i uzyskał tytuł inżyniera po ukończeniu studiów na Wydziale Rolnym i Ogrodnictwa Uniwersytetu Jagiellońskiego w 1926.
Po skończeniu studiów przyjechał do powiatu limanowskiego i objął stanowisko instruktora sadownictwa. Nawiązał współpracę z Janem Drożdżem z Szkoły Rolniczej w Łososinie Górnej i został jej wykładowcą. W gospodarstwie żony na Kisielówce założył wzorcowy sad, w którym miał możliwość zademonstrowania okolicznym sadownikom zalet tzw. gospodarki piętrowej – polegającej na sadzeniu drzewek w szeroko rozstawionych rzędach, co dawało możliwość uprawy pomiędzy nimi innych roślin. Produkował też mrozoodporne odmiany drzew owocowych.
W 1934 założył Podhalańską Spółdzielnię Owocarską w Tymbarku. Budowę zatrzymał wybuch II wojny światowej, w czasie której Józef Marek działał w ruchu oporu. W 1944 został aresztowany przez gestapo. Po wojnie kontynuował prace w Tymbarku aż do 1949, kiedy spółdzielnię upaństwowiono i zlikwidowano szkółki sadownicze. Po wyrzuceniu z zakładów tymbarskich założył w Mszanie Dolnej gospodarstwo ogrodnicze, a w 1956 zainicjował w Porębie Wielkiej powstanie spółdzielni letniskowo-uzdrowiskowej im. Władysława Orkana. W tym samym roku otrzymał propozycję kandydowania do Sejmu PRL.
W 1957 został posłem na Sejm PRL. Dzięki jego staraniom doszło do reaktywowania spółdzielni w Tymbarku, a sam został jej prezesem.

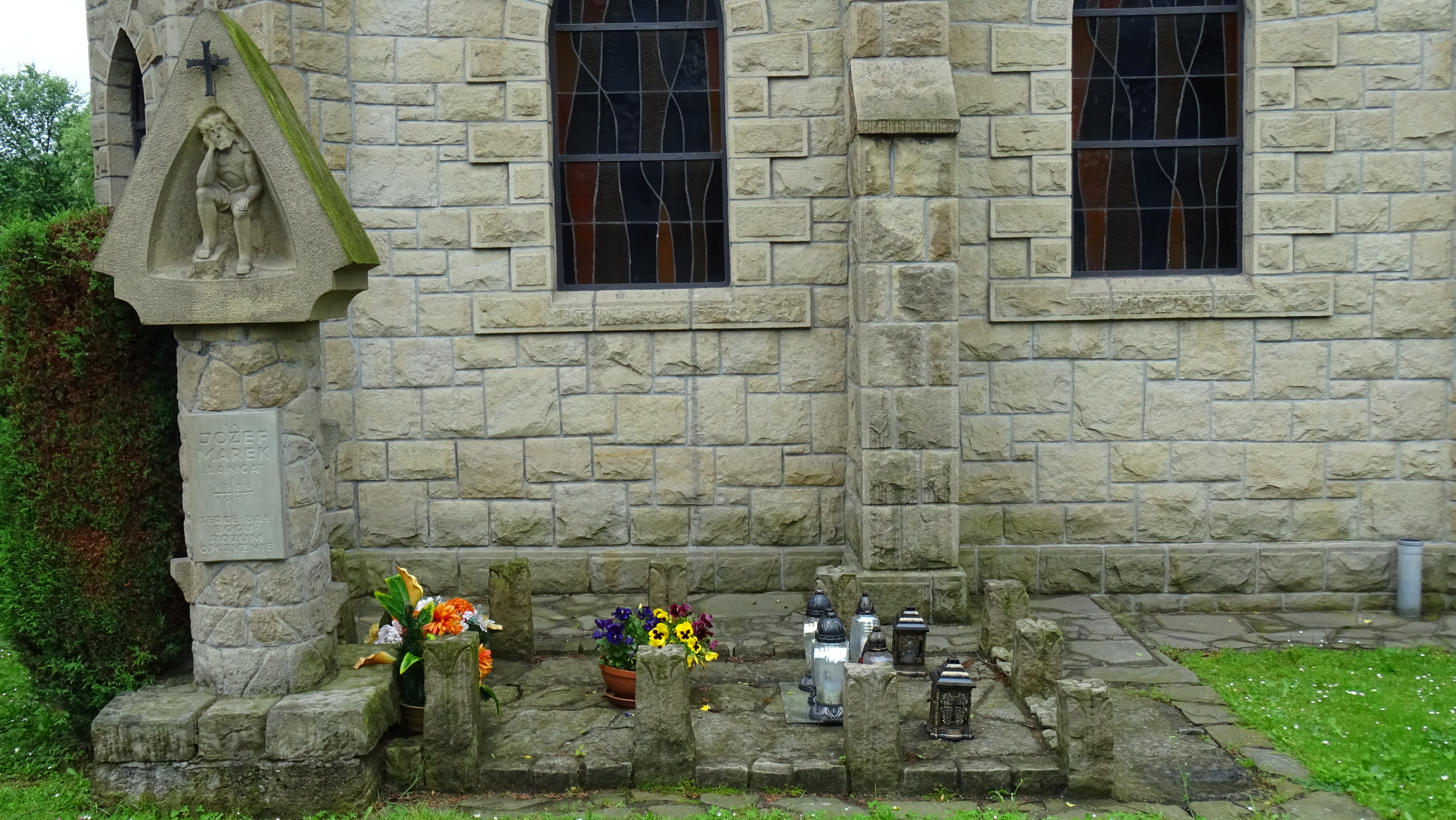
Grób Józefa Marka na cmentarzu w Tymbarku

Zmarł na zawał serca 3 czerwca 1958 roku. Pogrzeb odbył się 6 czerwca w Tymbarku, został pochowany na cmentarzu parafialny w Tymbarku przy kaplicy cmentarnej.

## Część odznaczeń
- Krzyż Oficerski Orderu Odrodzenia Polski[5] – (1958, pośmiertnie)[6]
- Srebrny Krzyż Zasługi[5]
- Odznaka pamiątkowa „Stanęli w Potrzebie 1920”[5]

## Upamiętnienie
Jego imię noszą ulice w Limanowej i Mszanie Dolnej. W 2006 przed budynkiem Starostwa Powiatowego w Limanowej odsłonięto upamiętniający jego zasługi pomnik. Jest patronem Zespołu Szkół Ponadpodstawowych w Mszanie Dolnej oraz patronem Szkoły Podstawowej w Tymbarku.